# Conzontlicpa
Conzontlicpa är en ort i Mexiko.   Den ligger i kommunen Milpa Alta och delstaten Distrito Federal, i den sydöstra delen av landet, 25 km söder om huvudstaden Mexico City. Conzontlicpa ligger 2 577 meter över havet och antalet invånare är 144.
Terrängen runt Conzontlicpa är huvudsakligen kuperad, men norrut är den platt. Terrängen runt Conzontlicpa sluttar norrut. Runt Conzontlicpa är det mycket tätbefolkat, med 2 431 invånare per kvadratkilometer. Närmaste större samhälle är Iztapalapa, 15,9 km norr om Conzontlicpa. I omgivningarna runt Conzontlicpa växer huvudsakligen savannskog.